# Ahmed Midhat
Ahmed Midhat (Rushuk, 1844 – Istanbul, 1912) è stato uno scrittore turco.
Docente di storia all'Università di Istanbul dal 1908, fu autore di novelle ed opere storiche.